# Raufoss Mk 211

The Raufoss Mk.211弾頭、先端の赤い部分が焼夷剤（incendiary mix）、灰色の部分が起爆剤としてのジルコニウム粉末（zirconium powder）、紫の部分がRX51-PETNかRDX COMP A-4などの高性能爆薬

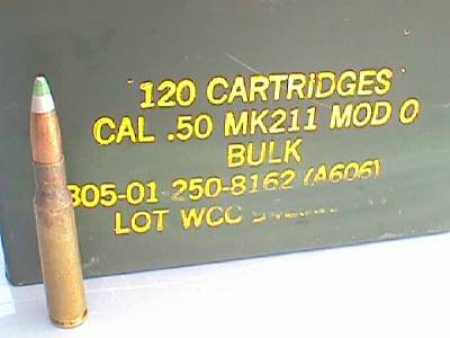
Mk.211 Mod 0, 先端が緑と白に塗られている

Raufoss Mk 211は、ノルウェーのNAMMO社が開発した12.7x99mm NATO弾用の多目的弾頭である。
徹甲弾と炸裂弾と焼夷弾の三つの機能を持ったHEIAPの一種で、
タングステンの弾芯によって高い装甲貫通力を持ち、貫通後に内蔵した爆薬が炸裂して被害を拡大させる。その威力からバレットM82の狙撃用としても使用される。ノルウェー軍での制式名称は「NM140」，アメリカ軍での制式名称は「Mk.211 Mod 0」。

## 対人使用
Raufoss Mk 211を人間に対して使用することが合法か、あるいは、厳密に対物用弾薬として扱われているかが問題とされ、赤十字国際委員会によって使用禁止を目指す議論が行われた。
1868年のPetersburg宣言によって、爆発力か焼夷能力を持つ400グラム未満の弾薬は、軍事的使用が禁止されている。
 Forsvarets Forskningsinstituttによって行われた試験は、人間に使用された場合には弾薬が起爆しないまま貫通するため、不法な影響は持たないと結論づけたが、相手が防護服を着ていた場合は体内で爆発する可能性があり、周囲の人間にまで影響を及ぼす可能性が指摘されている。
命中してから起爆するまでに弾頭が進む距離は30-40センチ程度で、撃たれた人体の角度によってはこの距離が体内に収まる。
この弾薬を使用している大部分の国は、人間に対して使用しないよう訓練している。ノルウェー政府は12.7mm弾薬が人員に対して使われてはならないとの公式見解を持っており、対物狙撃能力で輸出規制されている。米国は、この弾薬をすべての目標に対して使用できるとの政策を取っている。